# Treillières
Treillières (bretonisch: Trelier) ist eine französische Gemeinde mit 10.414 Einwohnern (Stand: 1. Januar 2022) im Département Loire-Atlantique in der Region Pays de la Loire. Trellières gehört zum Arrondissement Châteaubriant-Ancenis und zum Kanton La Chapelle-sur-Erdre. Die Einwohner werden Treilliérains genannt.

## Geografie
Treillières liegt etwa 14 Kilometer nördlich vom Stadtzentrum von Nantes, im Tal des Flusses Gesvres, der in die Erdre mündet. Umgeben wird Treillières von den Nachbargemeinden Grandchamps-des-Fontaines im Norden, La Chapelle-sur-Erdre im Osten, Nantes im Süden, Orvault im Westen und Vigneux-de-Bretagne im Nordwesten.

## Bevölkerungsentwicklung
| Jahr | Einwohner |
| ---- | --------- |
| 1962 | 1648      |
| 1968 | 1717      |
| 1975 | 2396      |
| 1982 | 3569      |
| 1990 | 4511      |
| 1999 | 6030      |
| 2006 | 7258      |
| 2017 | 9219      |

## Geschichte
In einer Urkunde von Ludwig VI. wird Treillières 1123 erstmals erwähnt. Bereits im 5. Jahrhundert kommt der Name tilium vor.

## Sehenswürdigkeiten
- Château de Haute Gesvre (1836)

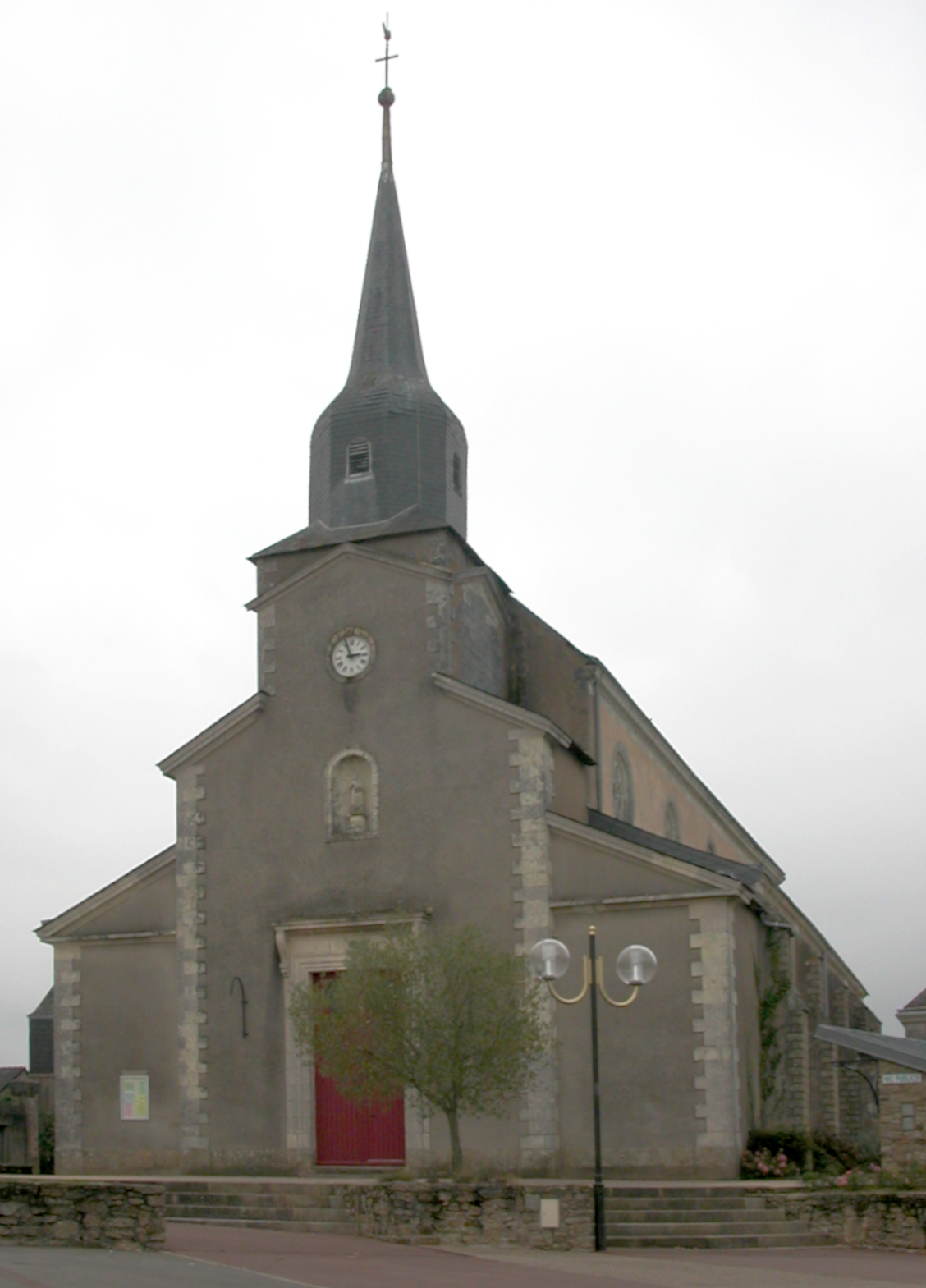
Kirche Saint-Symphorien

- Kirche Saint-Symphorien, 1836 neoklassizistisch restauriert, und Brunnen Saint-Symphorien (aus dem 5. Jahrhundert)
- Kapelle des Dons, aus dem 15. Jahrhundert
- Kapelle de La Louinière